# Mahovnik
Mahovnik je naselje u slovenskoj Općini Kočevju. Mahovnik se nalazi u pokrajini Dolenjskoj i statističkoj regiji Jugoistočnoj Sloveniji. 

## Stanovništvo
Prema popisu stanovništva iz 2002. godine naselje je imalo 322 stanovnika.